# Dmytro Tchystiak
 (décembre 2018).
Si vous disposez d'ouvrages ou d'articles de référence ou si vous connaissez des sites web de qualité traitant du thème abordé ici, merci de compléter l'article en donnant les références utiles à sa vérifiabilité et en les liant à la section « Notes et références ».

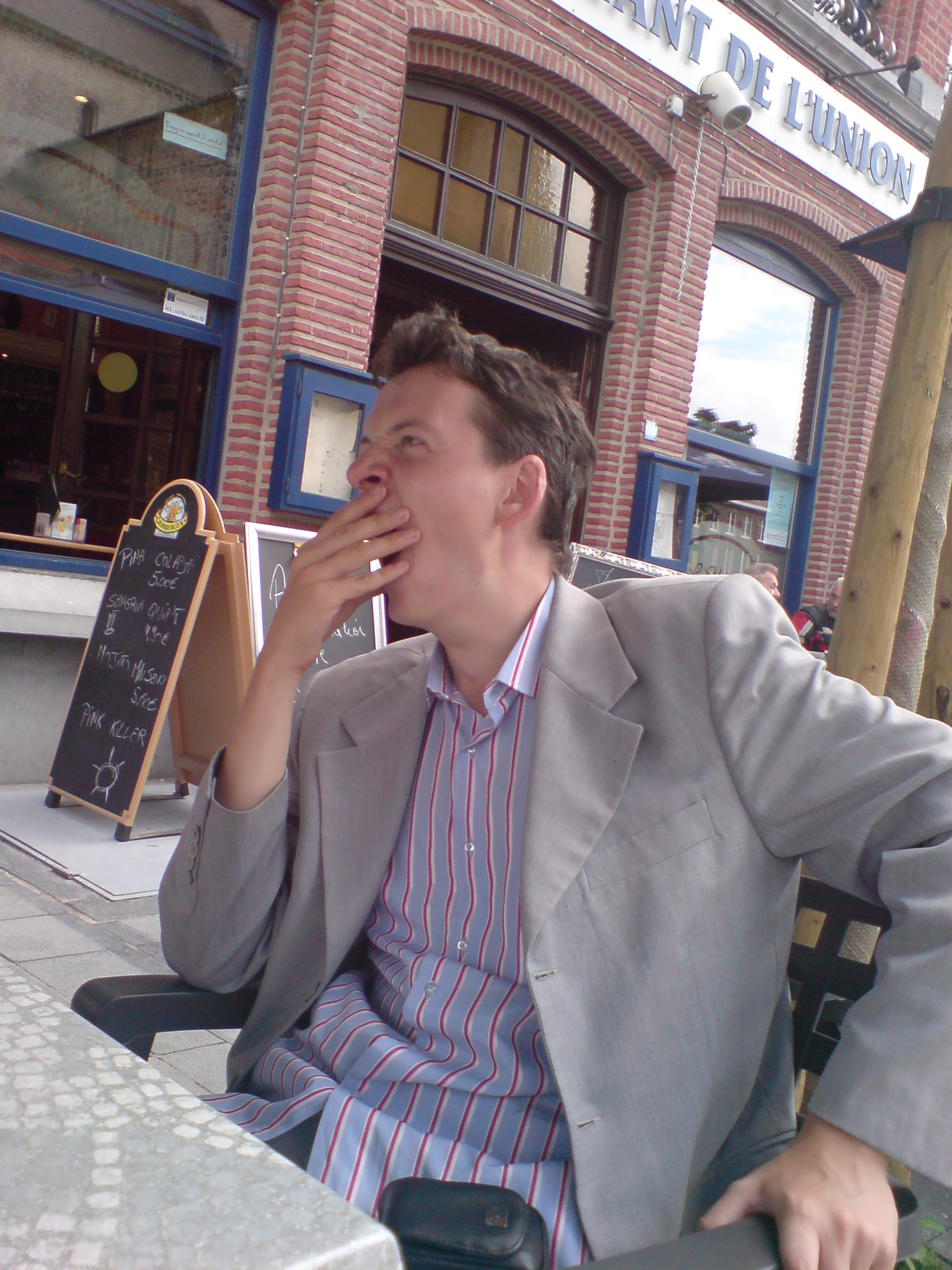
Dmytro Tchystiak

Dmytro Tchystiak, né le 22 août 1987 à Kiev (Ukraine), est un écrivain ukrainien francophone, traducteur littéraire, journaliste et universitaire.

## Biographie
Après des études de philologie romane, un doctorat en 2012 sur les mythes antiques dans le premier théâtre de Maurice Maeterlinck et un doctorat d'État en 2019 sur la cosmologie mythopoétique dans la poésie symboliste ukrainienne et belge francophone à l’Université Tarass Chevtchenko de Kiev, il y enseigne la traductologie, la traduction littéraire et la poétique tout en assurant les cours de traduction littéraire au CETL à Bruxelles. Au sein de l’Académie européenne des sciences, des arts et des lettres (AESAL, Paris) il assure les fonctions du Responsable International des Lettres tout en dirigeant également les collections littéraires « Académie européenne » aux éditions « Samit-Knyga » à Kiev et « Lettres européennes » aux éditions « L’Harmattan » à Paris et en occupant le poste du Vice-Président de l'Union nationale des écrivains d'Ukraine (section de Kiev).
Auteur de plus de 75 livres de poésie, prose, de monographies linguistiques et des traductions littéraires, de plus de 350 articles, il est publié dans une vingtaine de pays. Traducteur de Marguerite Yourcenar, de Maurice Maeterlinck, de François Emmanuel, de Paul Willems et de nombreux poètes francophones, anglophones, italianophones et slaves, dont Philippe Jaccottet, Liliane Wouters, Yves Bonnefoy, Anne Perrier, Dmytro Tchystiak a obtenu le Prix de la traduction littéraire de la Fédération Wallonie-Bruxelles en 2012. Traducteur de nombreux auteurs ukrainiens en français, il a obtenu le Prix Maxyme Rylskyi de la traduction littéraire du Gouvernement ukrainien en 2021 pour l'Anthologie de la poésie ukrainienne "Clarinettes solaires" et le livre de Pavlo Movtchane "Sang argenté" (2018).
Poète et prosateur ukrainien francophone, dont les livres ont paru en Albanie, en Azerbaïdjan, en Belgique, en Bulgarie, en France, en Hongrie, en Italie, au Japon, en Macédoine, en Moldavie, en Roumanie, en Serbie et en Turquie, Dmytro Tchystiak a obtenu le 1er Prix PIJA en Suisse, le Prix Eminescu en Roumanie, le Prix Njegos du Monténégro, le Prix Lucian Mouchystkyi en Serbie, le Prix de la Mairie de Kyiv et le Prix du Président d'Ukraine. Souvent invité aux manifestations littéraires internationales, il a participé aux Festivals de Trois-Rivières (Québec), de Shanghai (Chine), de Struga (Macédoine du Nord), Mihai Eminescu (Roumanie), "Printemps et Poésie" (Turquie), "Littérature vivante" (Slovénie), "Europa in versi" (Italie), etc. Ses poèmes sont mis en musique par les compositeurs ukrainiens, notamment par Volodymyr Houba qui a composé plus de 50 œuvres vocales sur les traductions des poètes symbolistes belges et un cycle de romances sur Kyiv.
Dmytro Tchystiak est également directeur artistique du Festival international des écrivains-traducteurs Hryhoriï Kotchour qui rassemble à Kiev et Irpigne les traducteurs de la littérature ukrainienne à l’étranger, dirige le Jury du Prix international Oles-Hontchar, etc. Pour ses travaux multiples scientifiques et littéraires Dmytro Tchystiak est décoré par l’Académie des Sciences d’Ukraine, l’Académie nationale des arts d’Ukraine, le Ministère de la culture d’Ukraine, le Ministère de l’éducation et de la science d’Ukraine, l’Union nationale des écrivains d’Ukraine, etc. Il est membre titulaire de l’Académie européenne des sciences, des arts et des lettres (Paris), de l'Académie européenne des sciences et des arts à Salzbourg, de l’Académie internationale Mihai Eminescu (Roumanie), de l’Académie nationale des sciences de l’enseignement supérieur d’Ukraine, fait partie de l’Association européenne des journalistes, de l’Union des écrivains d’Eurasie, est membre d’honneur du P.E.N. club francophone de Belgique, etc. Chevalier dans l'Ordre des Palmes académiques (2020) et dans l'Ordre des arts du Ministère de la culture ukrainien (2020).

## Principaux ouvrages publiés en français
- Dovgyï Olexiï. Le calice de roses. Traduit du français par Dmytro Chystiak et Ivan Riabtchii. Paris, L’Harmattan, 2010.  (ISBN 978-2-296-13325-9)
- Kroutenko, Natalia. Anne de Kyiv. Traduit de l'ukrainien par Dmytro Tchystiak et Maurice Maouritsson. Kiev, Editions POULSARY, 2012.  (ISBN 978-966-2171-80-8)
- Tchystiak Dmytro. Verger inassouvi. Poésie 2006-2011. Rouen, Christophe Chomant Éditeur, 2012.  (ISBN 978-2-84962-226-1)
- Malychko Andriï. Mon chemin: Poèmes mis en musique. Kiev, Editions POULSARY, 2012. (ISBN 978-617-615-020-6)
- Tchystiak Dmytro. Un oiseau face à la mer : In memoriam Maurice Maeterlinck. Paris: ICS, 2013.  (ISBN 978-2-919320-54-7)
- Tchystiak Dmytro. Champ. Soir et matin. In memoriam Holodomor. Rouen: Christophe Chomant Éditeur, 2013.  (ISBN 978-2-84962-280-3)
- Clarinettes solaires : Anthologie de la poésie ukrainienne. Traduit en français par Dmytro Tchystiak. Paris, ICS, 2013.  (ISBN 978-2-919320-55-4)
- Chevtchenko Taras. Testament. Poèmes mis en musique. Trаduction française par Dmytro Tchystiak. Paris: ICS, 2014.  (ISBN 978-2-919320-73-8)
- Pavlytchko Dmytro. Mes deux couleurs: poèmes. Trаduction française par Dmytro Tchystiak. Paris: ICS, 2015.  (ISBN 978-2-919320-99-8)
- Oliïnyk Borys. Mon soleil blanc: poèmes. Traduit en français par Dmytro Tchystiak. Paris: ICS, 2015.  (ISBN 978-2-37356-021-3)
- Pavliouk Ihor. Magma polésien: poèmes. Traduction française par Dmytro Tchystiak et Athanase Vantchev de Thracy. Rouen: Christophe Chmomant éditeur, 2015.  (ISBN 978-2-84962-319-0)
- Franko Ivan. Le temps mémorable est venu. Traduit en français par Dmytro Tchystiak. Paris: Sigillaire, 2016.  (ISBN 978-2-37356-040-4)
- Lazebnyk Valentyna. L’acier dans la steppe, le regard de l’Ukraine : investissements belges en Ukraine. Traduction française par Dmytro Tchystiak et Oléna Solomarska. Dnipro, Art-Press, 2017. (ISBN 978-966-348-411-2)
- Perovic Sreten. L’enracinement : poèmes. Traduit du monténégrin en français et annoté par Dmytro Tchystiak. Paris, Sigillaire, 2017. (ISBN 978-2-37356-047-3)
- L’amour de la liberté: Anthologie du Concours International de poésie de l’AESAL en 2017. [Traduit en français par Dmytro Tchystiak ; édité par Nicole Lemaire d’Agaggio et Dmytro Tchystiak]. Paris, Sigillaire, 2017.  (ISBN 978-2-37356-049-7)
- Dratch Ivan. Étude volcanique [Traduit en français et annoté par Dmytro Tchystiak]. Paris, Sigillaire, 2017.  (ISBN 978-2-37356-046-6)
- Korotko Olexandre. La grenouille rouge : poèmes. Traduit du russe en français par Dmytro Tchystiak et Nicole Laurent-Catrice. Paris, L’Harmattan, 2018.
- Movtchane Pavlo. Sang argenté : poèmes. Traduit de l’ukrainien en français par Dmytro Tchystiak et Nicole Laurent-Catrice. Paris, L’Harmattan, 2018. (ISBN 978-2-343-15894-5)
- Ismayil Mammad. Un feu solitaire en exil : poèmes. Traduit du russe en français par Dmytro Chystiak et Nicole Laurent-Catrice, préface par Dmytro Chystiak. Paris, L’Harmattan, 2019.  (ISBN 978-2-343-16656-8)
- Kelmendi Jeton. L’âge mythique: poèmes. Traduction française par Nicole Laurent-Catrice et Dmytro Tchystiak; Préface par Dmytro Tchystiak. Paris, L’Harmattan, 2020.  (ISBN 978-2-343-19440-0)
- Chystiak Dmytro. Mare nella pietra / Mer dans la pierre: poésie. Traduction Italienne par Laura Garavaglia. Lecce: I Quaderni del Bardo edizioni, 2021.  (ISBN 979-8-718-38019-4)
- Clarinettes solaires : anthologie de la poésie ukrainienne. 3e éd. Traduit en français par Dmytro Chystiak. Bruxelles : Bogdani, 2021.  (ISBN 978-2-87485-034-9)
- Clarinettes solaires: anthologie de la poésie ukrainienne. 4e éd. Traduit en français par Dmytro Chystiak. Rouen: Christophe Chomant éditeur, 2022. (ISBN 978-2-84962-537-8)
- Hrouchevskyï Mykhaïlo. Précis de l'histoire de l'Ukraine. Vol. 1. Traduction française revue, corrigée et préfacée par Dmytro Tchystiak. Rouen: Christophe Chomant éditeur, 2022.  (ISBN 978-2-84962-548-4)
- Hrouchevskyï Mykhaïlo. Précis de l'histoire de l'Ukraine. Vol. 2. Traduction française revue, corrigée et préfacée par Dmytro Tchystiak. Rouen: Christophe Chomant éditeur, 2022.  (ISBN 978-2-84962-549-1)

## Principaux ouvrages publiés à l'étranger
- Чистяк Дмитро. Възжелана градина: Поезия. Превод от украински Димитър Христов. София, Мултипринт, 2013.  (ISBN 978-954-362-120-0)  (Bulgarie)
- Чистjaк Дмитро. Посакувана градина: Поезия. Превод на македонки Ана Багрjана и Траjче Кацаров. Штип, Центар за культурна инициjатива, 2013.  (ISBN 978-608-65357-5-9)  (Macédoine du Nord)
- Tchystiak Dmytro. Filizi i Parritur: Poésie. Perktheu: Albert V. Nikolla. Tiranë, Ilar, 2013.  (ISBN 978-9928-107-72-5)  (Albanie)
- Tchystiak Dmytro. Marea din piatră. Traduceri di Acad. Ion Deaconescu. Craiova, Editura Europa, 2017 (Roumanie)
- Чистjак Дмитро. Море у камену: Избране песме. Превод А. ШћепaновиЋ, Предговор М. ЂуричковиЋа. Београд: Алма, 2018.  (ISBN 978-86-7974-622-1)(Serbie)
- Tchystiak Dmytro. Teme-te de memorie ! Traduceri di Acad. Nicolae Dabija]. Chişinau, Editura pentru Literatură şi Artă, 2018.  (ISBN 978-9975-3200-0-9)(Moldavie)
- Chystiak Dmytro, Uemura, Taeko (Garasu no hoshi / Duet of Mirrors) [Traduction japonaise par le Prof. Mariko Sumikura]. Kyoto, Japan Universal Poets Association, 2019.  (ISBN 978-4-908202-72-8) (Japon)
- Chystiak Dmytro Köben a tenger : versek 2010-2018. Traduction hongroise par Attila F.Balázs. Budapest, Parnasszus Könyvek, 2019.  (ISBN 978-963-9781-80-1) (Hongrie)
- Chystiak Dmytro. Şűşə ulduz. Traduit en azéri par Salam Sarvan et Sahid Saritorpaq. Baku: Centre National de Traduction Littéraire d'Azerbaijan, 2020  (ISBN 978-9952-531-21-3)(Azerbaijan)
- Chystiak Dmytro. Taştaki Deniz. Traduit en turc par Metin Cengiz. Istanbul: Şiirden Yayıncılık, 2021  (ISBN 978-605-7513-53-3)(Turquie)

## Principales traductions en ukrainien
- Une traduction commentée des Pièces de Maurice Maeterlinck (2007, 2011, 2015), Prix de l'Académie nationale des sciences d'Ukraine (2008)
- Une traduction commentée de "L'Œuvre au noir", "Feux" (2012) et des "Mémoires d'Hadrien" (2017) de Marguerite Yourcenar, Prix "Skovoroda" de l'Ambassade de France en Ukraine (2012)
- Une traduction commentée des "Œuvres choisies" de Charles Van Lerberghe (2014, Prix Panteleïmone Kouliche)
- Traduction du roman "Passage à Kiew" de Marcel Thiry (2016) sur la guerre ukraino-russe en 1917
- Traduction des Anthologies de la littérature belge (2015) et du théâtre belge (2017), Prix Ars Translationis M.Loukach (2015)
- Traduction de l'Anthologie de la littérature monténégrine (2016), Prix Pjetar II Pjetrovic Njegos du Consulat du Monténégro
- Traduction du "Théâtre" de Jacques De Decker (2019)
- Traduction des "Œuvres choisies" de Philippe Jaccottet (2020)

## Quelques articles spécialisés
- Tchystiak D.O. Le symbolisme phonétique dans le premier théâtre de Maurice Maeterlinck. Science and Education: A new dimension. 2015. Philology, Vol. III (14). Issue 65.
- Tchystiak D.O. L’analyse cognitive comparée du symbolisme maeterlinckien et kâlidasien. Science and Education: A new dimension. 2016. Philology, Vol. IV (18). Issue 80.
- Tchystiak Dmytro. Les recherches de la conceptualisation littéraire en Ukraine : analyse critique et perspectives. Science and Education: A new dimension. 2017, Philology, Vol. V (30). Issue 117.
- Chystiak Dmytro, Mosenkis Iurii. L’Intérieur et l’extérieur dans le premier théâtre de Maurice Maeterlinck. Studii si cercetari filologice. Seria Limbi Romanice. 2020. No. 27.
- Chystiak D., Kobchinska O., Mosenkis I. Intertexte mythologique dans Pelléas et Mélisande de Maeterlinck. Litera: Journal of Language, Literature and Culture Studies. 2021. No 31 (2). P. 605-618.